# Windows Setup
 (octobre 2018).
Si vous disposez d'ouvrages ou d'articles de référence ou si vous connaissez des sites web de qualité traitant du thème abordé ici, merci de compléter l'article en donnant les références utiles à sa vérifiabilité et en les liant à la section « Notes et références ».
Le programme d’installation Windows (en anglais Windows Setup) est un programme informatique d’installation qui prépare un lecteur de disque dur en vue de l’installation du système d’exploitation Microsoft Windows en exécutant deux processus : 
- L'initialisation du lecteur
- La copie des fichiers système sur ce lecteur afin que le système d’exploitation puisse être exécuté localement.

Les versions antérieures de Windows nécessitaient une version compatible existante du système d'exploitation DOS pour pouvoir être installées. La famille Windows NT, de 3.1 à 6.0, comportait une installation à base de texte qui invitait les utilisateurs à utiliser un assistant d'interface graphique au cours des étapes finales. Le programme d'installation de la famille 9x était similaire à NT bien qu'il soit basé sur MS-DOS. De plus, il n’était pas nécessaire que DOS soit préinstallé. Avec la sortie de Windows NT 6.0 (Vista), Microsoft a introduit un environnement d’installation entièrement graphique après l’abandon de la compatibilité descendante MS-DOS de Windows.

## Windows 1.x et Windows 2.x
L'installation de Windows 1.x, Windows 2.0, Windows 2.1x nécessite l'installation d'une version compatible de MS-DOS. L'utilisateur doit spécifier tout matériel tel que des souris ou des imprimantes lors de l'installation. Après l'installation, Windows devait être démarré manuellement en tapant « WIN.COM » à l'invite de commande ou configuré pour un démarrage automatique en ajoutant WIN.COM à la fin du fichier AUTOEXEC.BAT.

## Windows 3.x
L'installation de Windows 3.0, Windows 3.1x et Windows 3.2 nécessite qu'un système d'exploitation DOS compatible soit déjà installé. Le programme d'installation tente de détecter par lui-même les cartes réseau, les souris et d'autres matériels, mais il incombera à l'utilisateur de spécifier le matériel s'il ne parvient pas à les trouver. Après l'installation, Windows devait être démarré manuellement en tapant « WIN.COM » à l'invite de commande ou configuré pour un démarrage automatique en ajoutant WIN.COM à la fin de AUTOEXEC.BAT.

## Windows 9x
Windows 95, Windows 98 et Windows Millennium Edition ne nécessitent pas MS-DOS. La première phase de l’installation prépare la partition de disque dur à l’utilisation de Windows en la formatant sur un système de fichiers compatible, puis exécute scandisk. Si le disque dur semble prêt à être installé, il est alors prêt à l’installation. copie les fichiers dans le dossier d’installation sélectionné (généralement C: \ WINDOWS). La première phase d'installation ressemble à l'interface de Windows 3.x. Une fois cette phase terminée, l'ordinateur redémarre et le programme d'installation reprend à partir du disque dur, mais requiert toujours le support d'installation pour continuer à copier les fichiers et les pilotes. À ce stade, il sera demandé à l'utilisateur de fournir une clé de produit.

## Windows NT

### AvantWindows Vista
Le processus d'installation introduit avec Windows NT 3.1 est resté en vigueur jusqu'à la publication de Windows Vista. Le processus général est :
- L'utilisateur insère le support d'installation, lance le processus et le programme d'installation charge divers pilotes de matériel et de système de fichiers.
  - Si des pilotes tiers sont nécessaires pour détecter un système SCSI ou RAID, le programme d'installation se met en pause et demande la fourniture d'un pilote sur une disquette. Voir le disque F6.
- Une interface textuelle est ensuite présentée à l'utilisateur, qui offre trois options: installer Windows, réparer une installation existante ou quitter le programme d'installation.
- Si l'utilisateur décide d'installer Windows, un contrat doit être accepté avant que le programme d'installation puisse continuer. Avant Windows 2000, l'utilisateur était tenu de faire défiler l'écran jusqu'au bas de l'accord avant d'être autorisé à l'accepter.
- L'utilisateur doit créer ou sélectionner une partition, puis un système de fichiers (NTFS ou FAT). Si l'un de ces systèmes de fichiers est déjà présent et qu'aucune version de Windows n'est déjà présente sur le disque, il est également possible de laisser le système de fichiers actuel intact.
- Le disque dur est vérifié pour les erreurs et l'espace requis, puis, s'il réussit la vérification, Windows sera installé.
- Une fois la phase d’installation textuelle terminée, l’ordinateur redémarre et lance une phase d’installation graphique à partir du disque dur, invitant l’utilisateur à réinsérer le support d’installation, à entrer la clé de produit, puis continue la copie des fichiers et des pilotes.

Toutes les versions de Windows NT jusqu'à Windows Server 2003, à l'exception de Windows XP Édition familiale, invitent l'utilisateur à entrer un mot de passe administrateur.
Sous Windows 2000, Windows XP et Windows Server 2003, la console de récupération est incluse pour réparer les installations endommagées. Il permet à l'utilisateur de réparer les erreurs de disque et de démarrage, et de copier les fichiers manquants ou corrompus dans les dossiers de destination.

### Après Windows Vista
Windows Vista et les systèmes d'exploitation ultérieurs utilisent tous l'environnement de préinstallation Windows (Windows PE) comme environnement d'installation. Windows PE comporte une interface utilisateur graphique avec prise en charge de la souris depuis le début, plutôt que de nécessiter une phase de texte uniquement comme dans les versions précédentes. Le concept de disques F6 a été amélioré pour prendre en charge les ordinateurs sans lecteur de disquette; le chargement de pilotes à partir de CD-ROM et de clés USB est maintenant pris en charge. La prise en charge de l'installation de Windows sur les partitions FAT a été supprimée. Windows doit être installé sur une partition NTFS.

### Windows 8
Windows 8 introduit un nouveau programme d'installation secondaire appelé Assistant de mise à niveau, remplaçant le programme d'installation de Windows pour les installations de mise à niveau. Conçu pour être plus simple et plus rapide que les méthodes d’installation précédentes, il analyse la compatibilité du matériel et des logiciels du système avec Windows 8, permet à l’utilisateur d’acheter, de télécharger et d’installer le système d’exploitation et de migrer les fichiers et paramètres de l’installation précédente de Windows dans le logiciel. cas d'une installation propre.  Le programme d'installation de Windows est toujours utilisé lors du démarrage à partir du support d'installation